# آندوسکوپی کپسولی

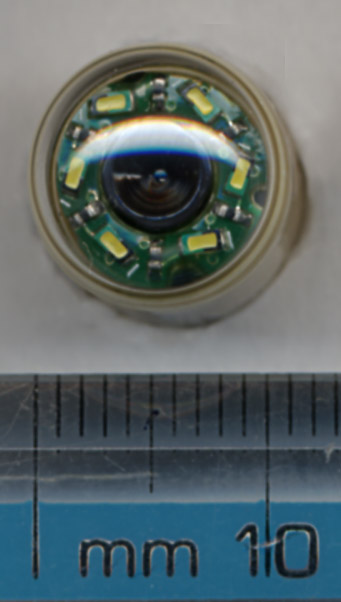
پایان دادن به کپسول آندوسکوپی، نشان دادن شش LED و لنز دوربین.

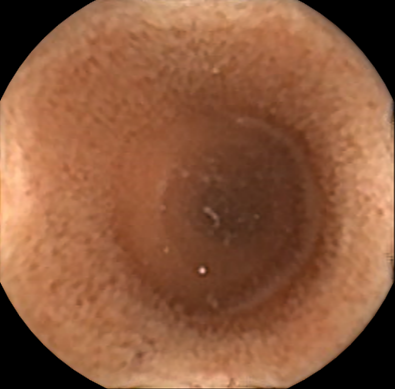
تصویر روده ای که توسط کپسول آندوسکوپی به دست آمده‌است

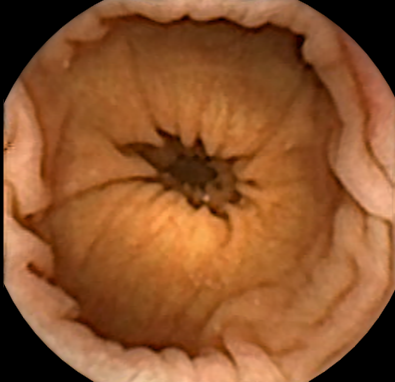
تصویر کولون که توسط کپسول آندوسکوپی به دست آمده‌است

کپسول آندوسکوپی یک روش برای ضبط تصاویر داخلی دستگاه گوارش به منظور مقاصد تشخیصی در حوزه پزشکی است. کپسول (مانند یک قرص رادیویی) مشابه با یک کپسول دارویی استاندارد است، اگر چه کمی بزرگ‌تر است و دارای یک دوربین کوچک و مجموعه ای از LEDهایی است که توسط یک باتری تغذیه شده‌اند. پس از آنکه بیمار کپسول را فرو ببرد، این کپسول از مسیر دستگاه گوارش عبور می‌کند و در هر ثانیه تعدادی عکس برداری انجام می‌دهد سپس تصاویر به صورت بی‌سیم به یک آرایه گیرنده متصل به یک دستگاه پرتابل ضبط کننده که توسط بیمار قابل حمل است منتقل می‌شود. استفاده عمده از کپسول آندوسکوپی به معاینه و مشاهده مناطق روده کوچک مربوط می‌شود. نکته مهم این است که این نواحی توسط انواع دیگر آندوسکوپی مانند کولونوسکوپی یا ازوفاگوگاسترودئودنوسکوپی (EGD)دیده نمی‌شود.

## استفاده‌های پزشکی
Esophagogastroduodenoscopy)EGِD)، یک دوربین متصل به یک لوله انعطاف‌پذیر طولانی است که برای مشاهده قسمت فوقانی دستگاه گوارش، یعنی مری، معده و آغاز قسمت ابتدایی روده کوچک به نام دوازدهه به کار می‌رود. همچنین به وسیله یک کولونوسکوپ وارد شده از طریق رکتوم (مقعد) می‌توان کولون (روده بزرگ) و قسمت دیستال روده کوچک و همچنین ترمینال ایلئوم را مشاهده کرد. با این حال این دو نوع آندوسکوپی نمی‌تواند اکثر بخش‌های میانی روده کوچک را نمایان سازد. کپسول آندوسکوپی همچنین برای بررسی قسمت‌هایی از دستگاه گوارش مورد استفاده قرار می‌گیرد که نمی‌تواند با سایر انواع آندوسکوپی دیده شود. این روش تصویربرداری وقتی که بیمار در روده کوچک خود مشکوک به بیماری است مفید واقع می‌شود و همچنین می‌تواند گاهی اوقات برای پیدا کردن محل خونریزی گوارشی یا علت درد ناگهانی شکم مانند بیماری کرون استفاده شود. با این حال، بر خلاف EGD یا کولونوسکوپی، نمی‌توان این روش را برای درمان آسیب‌شناسی (پاتولوژی) مورد استفاده قرار داد. دلایل متداول برای استفاده از کپسول آندوسکوپی عبارتند از تشخیص خونریزی غیرقابل توضیح، کمبود آهن یا درد شکمی، جستجو برای پولیپ، زخم و تومور روده کوچک و تشخیص بیماری التهابی روده. تصاویری که توسط دوربین مینیاتوری در طول یک جلسه جمع‌آوری می‌شوند، به صورت بی‌سیم به یک گیرنده خارجی که توسط بیمار پوشیده شده‌است، فرستاده می‌شود. این ارتباط بی‌سیم به واسطه هریک از باندهای مناسب فرکانسی صورت می‌گیرد. سپس تصاویر جمع‌آوری شده برای نمایش، بررسی و تشخیص به یک کامپیوتر منتقل می‌شوند. از یک سیگنال فرکانس رادیویی به منظور تعیین مکان دقیق کپسول و ردیابی آن به‌طور زنده و لحظه ای در داخل بدن و دستگاه گوارش استفاده می‌شود. هنوز مشخص نیست که آیا کپسول آندوسکوپی می‌تواند جایگزینی برای گاستروسکوپی در مورد افرادی که بیماری سیروز دارند، محسوب شود یا خیر.
تا تاریخ ۲۰۱۴ تحقیقات به‌طور ویژه، ارتقا و افزایش مکانیسم‌های ارزیابی درمانی و سیستم‌های مکان‌یابی و کنترل حرکت را هدف قرار داده‌است تا برنامه‌های کاربردی جدیدی به این تکنولوژی ملحق شود. به عنوان مثال، انتقال دارو را فعال کنند. انتقال انرژی بی‌سیم نیز به عنوان راهی برای ارائه یک منبع انرژی مستمر برای کپسول مورد بررسی قرار گرفته‌است.

## سازندگان
از سال ۲۰۱۵ تعدادی از تولیدکنندگان وجود دارد. این تکنولوژی در ابتدا توسط گابی ایدان(Gabi Iddan) و پل سعین(Paul Swain)، با اولین قرص در سال ۱۹۹۷ فروخته شد؛ Iddan شرکت Given Imaging را تأسیس کرد و توانست تصویب FDA را در سال 2001 بگیرد.

## اثرات جانبی
کپسول آندوسکوپی به عنوان یک روش بسیار امن برای تعیین علت نامعلوم خونریزی دستگاه گوارش در نظر گرفته می‌شود. کپسول معمولاً در طی ۲۴–۴۸ ساعت با مدفوع دفع می‌شود. گزارش شده‌است که باقی ماندن کپسول در بدن تقریباً چهار و نیم سال با وجود هیچ گونه علامتی در بدن بیمار می‌تواند ادامه داشته باشد. با این وجود، خطر انسداد روده را می‌توان با اشعه ایکس بر روی نواحی شکم تشخیص داد و کپسول باقی مانده را به کمک جراحی یا آندوسکوپی (به کمک گیره‌ها و بازوهای تعبیه شده) از بدن شخص خارج سازند.
در بررسی روی ۲۲۸۴۰ مورد، کپسول در ۱٫۴٪ مورد از موارد استفاده متأسفانه در بدن شخص باقی مانده و به‌طور طبیعی خارج نشد. بیماری کرون یک علت شایع در ایجاد این اشکال است؛ اکثر کپسول‌های باقی مانده به وسیله جراحی بیرون آورده شدند.